# Unité urbaine de Senlis
L'unité urbaine de Senlis est une unité urbaine française centrée sur la commune de Senlis, dans le département français de l'Oise en Hauts-de-France.

## Données générales
Dans le zonage réalisé par l'Insee en 2010, l'unité urbaine était composée de deux communes.
Dans le nouveau zonage réalisé en 2020, elle est composée des deux mêmes communes.
En 2022, avec 16 275 habitants, elle représente la 8e unité urbaine du département de l'Oise et occupe le 31e rang dans la région Hauts-de-France.
En 2022, sa densité de population s'élève à 451 hab/km2. Par sa superficie, elle représente 0,6 % du territoire départemental et, par sa population, elle regroupe 1,96 % de la population du département de l'Oise.

## Composition de l'unité urbaine en 2020
Elle est composée des deux communes suivantes :
| Nom                   | Code Insee | Département | Statut       | Superficie (km2) | Population (dernière pop. légale) | Densité (hab./km2) | Modifier                                    |
| --------------------- | ---------- | ----------- | ------------ | ---------------- | --------------------------------- | ------------------ | ------------------------------------------- |
| Senlis (ville-centre) | 60612      | Oise        | ville-centre | 24,05            | 15 238 (2022)                     | 634                | modifier les données · modifier les données |
| Chamant               | 60138      | Oise        | banlieue     | 12,00            | 1 037 (2022)                      | 86                 | modifier les données · modifier les données |

## Évolution démographique
| 1968   | 1975   | 1982   | 1990   | 1999   | 2010   | 2015   | 2022   |
| ------ | ------ | ------ | ------ | ------ | ------ | ------ | ------ |
| 11 788 | 14 359 | 15 179 | 15 392 | 17 284 | 17 079 | 15 685 | 16 275 |

#### Données générales
- Unité urbaine en France
- Aire d'attraction d'une ville
- Liste des unités urbaines de France

#### Données démographiques en rapport avec l'unité urbaine de Senlis
- Aire d'attraction de Paris
- Arrondissement de Senlis

#### Données démographiques en rapport avec l'Oise
- Démographie de l'Oise